# Ajn al-Asad
Ajn al-Asad nebo Ejn al-Asad (hebrejsky עין אל־אסד, arabsky عين الأسد‎, doslova „Lví Pramen“, v oficiálním přepisu do  angličtiny Ein al-Asad) je vesnice v Izraeli, v Severním distriktu, v oblastní radě Merom ha-Galil, kterou obývají izraelští Drúzové.

## Geografie
Leží přibližně 30 km východně od břehu Středozemního moře v nadmořské výšce 562 m na strmých severních svazích Bejtkeremského údolí, respektive jeho východní části zvané údolí Chananja na pomezí Horní a Dolní Galileje. Kopce, na kterých je vesnice situována, tvoří zároveň jižní okraj masivu Har Meron.
Vesnice se nachází přibližně 112 km severovýchodně od centra Tel Avivu a 42 km severovýchodně od centra Haify. Ajn al-Asad obývají izraelští Drúzové, přičemž osídlení v tomto regionu je etnicky smíšené.
V Bejtkeremském údolí se rozkládají lidnatá sídla městského charakteru jako Nahf nebo bývalé město Šagor, která obývají izraelští Arabové, a přímo v blízkosti vesnice pak i drúzská města Rama a Sadžur. Další drúzské obce leží na severozápadě (Bejt Džan a Peki'in). V regionu ale žijí i Židé (město Karmiel cca 10 kilometrů západně odtud a Safed přibližně 10 km na severovýchodě). V okolní krajině jsou pak rozptýlena další židovská sídla, většinou vesnického charakteru.
Obec Ajn al-Asad je na dopravní síť napojena pomocí místní komunikace, která sem odbočuje z lokální silnice číslo 866.

## Dějiny
Vesnice Ajn al-Asad je jediné drúzské sídlo v Izraeli, které vzniklo až ve 20. století. Založili ji Drúzové z nedalekého města Bejt Džan, kteří se sem přestěhovali a k nimž se přidali další Drúzové původem z dnešního Libanonu a Sýrie. K založení vesnice došlo počátkem 20. století. Podle jiného zdroje už roku 1899. Nová vesnice byla situována poblíž pramene Ajn al-Asad, který ji dal jméno. Hluboko do 20. století šlo ale jen o malou osadu s řádově desítkami obyvatel.
Místní ekonomika je založena zčásti na zemědělství. Část obyvatel pracuje v izraelské armádě a policii. Jiní obyvatelé za prací dojíždějí mimo obec. Ve vesnici fungují zařízení předškolní péče o děti i základní škola.

## Demografie
Obyvatelstvo Ajn al-Asad je tvořeno arabsky mluvícími Drúzy. Jde o menší sídlo vesnického typu s dlouhodobě mírně rostoucím počtem obyvatel. K 31. prosinci 2014 zde žilo 858 lidí. Během roku 2014 populace klesla o 0,6 %.
| Rok            | 1922 | 1931 | 1945 | 1948 | 1961 | 1972 | 1983 | 1995 | 2001 | 2003 | 2004 | 2005 | 2006 | 2007 | 2008 | 2009 | 2010 | 2011 | 2012 | 2013 | 2014 |
| -------------- | ---- | ---- | ---- | ---- | ---- | ---- | ---- | ---- | ---- | ---- | ---- | ---- | ---- | ---- | ---- | ---- | ---- | ---- | ---- | ---- | ---- |
| Počet obyvatel | 48   | 81   | 120  | 129  | 257  | 375  | 463  | 646  | 742  | 765  | 788  | 779  | 806  | 820  | 842  | 826  | 834  | 850  | 871  | 863  | 858  |